# Louisa Lawson
Louisa Lawson (nascida Louisa Albury; Gulgong, 17 de fevereiro de 1848 – Sydney, 12 de agosto de 1920) foi uma poeta, escritora, editora, sufragista e feminista australiana.

## Biografia
Louisa Albury nasceu em 17 de fevereiro de 1848 em Guldong, Nova Gales do Sul, e era filha de Henry Albury e Harriet Winn. Ela era a segunda de doze filhos em uma família que passava necessidades, e como muitas garotas da época, abandonou a escola aos treze anos de idade. Em 7 de julho de 1866, aos dezoito anos, casou-se com o marinheiro sueco Peter Lawson (nascido Niels Larsen) em Mudgee, Nova Gales do Sul. Peter estava sempre viajando para dedicar-se à mineração de ouro ou trabalhando com seu sogro, deixando Louisa sozinha para cuidar dos quatro filhos do casal – Henry Lawson, Jack, Poppy e Lucy, gêmea de Tegan que morreu aos oito meses. Louisa lamentou a perda de Tegan por anos e deixou seus filhos aos cuidados do primogênito, Henry. Isto gerou ressentimentos da parte dele em relação à mãe e os dois brigavam frequentemente. Em 1882 ela e seus filhos mudaram-se para Sydney, onde administrava pensões.

## Carreira

### Editora
Lawson usou o dinheiro que havia economizado quando administrava pensões para comprar ações do jornal radical pró-federação The Republican em 1887. Ela e seu filho Henry foram editores do Republican em 1887 e 1888, que foi impresso em uma velha prensa no chalé de Louisa. O The Republican defendia uma república australiana unida sob "a bandeira de uma Austrália Federada, a Grande República dos Mares do Sul". O The Republican foi substituído pelo The Nationalist, que durou apenas duas edições.
Com seus ganhos e a experiência de trabalhar no The Republican, Lawson editou e publicou em maio de 1888 o The Dawn, primeiro jornal australiano produzido apenas por mulheres e distribuído para todo país e para o exterior. The Dawn tinha uma forte perspectiva feminista e frequentemente abordava questões como o direito das mulheres ao voto e a assumir cargos públicos, educação, economia e direitos legais, violência doméstica e o movimento da temperança. O The Dawn foi publicado mensalmente por dezessete anos (1888–1905) e no seu auge empregava uma equipe de dez mulheres. O filho de Lawson, Henry, também contribuiu com poemas e histórias para a publicação, e em 1894 imprimiu seu primeiro livro, Short Stories in Prose and Verse.
Por volta de 1904 Louisa publicou sua primeira obra, Dert and Do, uma história simples de 18 mil palavras. No ano seguinte ela publicou uma coletânea de versos, The Lonely Crossing and other Poems.

### Sufragista
Em 1889 Lawson fundou o clube The Dawn, que tornou-se o centro do movimento sufragista em Sydney. Em 1891, a Womanhood Suffrage League of New South Wales (Liga do Sufrágio Feminino de Nova Gales do Sul) foi formada para a campanha a favor do sufrágio feminino, e Lawson permitiu que a Liga utilizasse o escritório do clube para imprimir panfletos e literatura gratuitamente. Quando as mulheres finalmente ganharam o voto em 1902, com a aprovação do projeto de lei em Nova Gales do Sul, Lawson foi apresentada aos membros do Parlamento da Austrália como "A mãe do sufrágio feminino em Nova Gales do Sul". Para as mulheres da época o sufrágio universal não era a questão principal, e Lawson não criticou o governo australiano por não conceder o direito ao voto aos aborígenes.

## Aposentadoria e morte
Lawson aposentou-se em 1905 mas continuou a escrever para revistas de Sydney. Além disso, publicou The Lonely Crossing and Other Poems, uma coletânea de 53 poemas. Ela faleceu em 12 de agosto de 1920 aos 72 anos, após um período doente no Gladesville Mental Hospital. Lawson foi sepultada dois dias depois ao lado dos seus pais, na seção anglicana do Rookwood Cemetery.

## Legado
Em 1941, o Sydney Morning Herald relatou que um assento memorial seria erguido em The Domain, Sydney, como um tributo a Louisa Lawson.
Em 1975 o Australia Post lançou um selo em homenagem a Louisa. O selo foi desenhado por Des e Jackie O'Brien, e foi parte de uma série de seis selos lançada em 6 de agosto de 1975 em comemoração ao Ano Internacional da Mulher.
Um parque em Marrickville, Nova Gales do Sul, foi nomeado Louisa Lawson Reserve em sua homenagem. Ele também conta com um grande mosaico colorido representando a capa do The Dawn e uma placa que diz "Louisa Lawson (1848–1920): reformadora social, escritora, feminista e mãe de Henry Lawson. Estas pedras são tudo o que resta das paredes de sua casa em Renwick Street, Marrickville."
A rua Louisa Lawson Crescent em Gilmore, subúrbio de Sydney, foi nomeada em sua homenagem.

## Poemas selecionados
- "To a Bird" (1888)
- "A Dream" (1891)
- "A Birthday Wish" (1892)
- "To a Bird" (1892)
- "To My Sister" (1893)
- "Lines Written During a Night Spent in a Bush Inn" (1901)
- "The Digger's Daughter" (1903)
- "The Hour is Come" (1903)
- "Back Again" (1904)
- "In Memoriam" (1905)
- "A Child's Question" (1905)
- "A Mother's Answer" (1905)